# جوزف کارول (بازیکن فوتبال)
جوزف کارول (انگلیسی: Joseph Carroll؛ زادهٔ) بازیکن فوتبال اهل بریتانیا است.
از باشگاه‌هایی که در آن بازی کرده‌است می‌توان به باشگاه فوتبال برادفورد سیتی اشاره کرد.